# 자본 축적
자본축적(독일어: Kapitalakkumulation, 영어: Capital accumulation, 한자: 資本蓄積)은 이윤의 일부 또는 전부를 소비하지 않고 다음 생산을 위한 자본으로서 사용할 때를 가리키는 단어이다. 마르크스 경제학에서는 자본축적의 과정을 잉여가치의 자본으로의 전화하는 과정으로 해석한다. 자본으로 생겨난 잉여가치가 모두 자본가에서 소비되어 버린다면 재생산의 규모는 변화없이 단순한 재생산이 이루어질 뿐이지만 이것이 추가적 자본으로 전화됨으로써 확대재생산이 이루어진다.

## 자본의 순환
마르크스의 경제학에 따르면 자본은 세 과정을 거쳐 순환한다. 우선 자본가가 화폐로서 생산 수단이나 노동력을 구입하는 유통과정, 이것을 생산적으로 소비하여 새로운 상품을 생산하는 생산 과정, 완성된 상품을 팔아 다시 화폐를 회수하는 유통과정이 이것이다. 즉 자본은 G-W…P…W′-G′(G는 화폐자본, W는 상품자본, P는 생산과정을 나타내며, 여기서 작용하는 자본은 생산자본, W′·G′는 P를 거쳐 증식된 상품자본 및 화폐 자본)를 반복하면서 순환운동을 계속하는 것이며 G에서 시작된 운동은 다시 본래의 G의 형태로 되돌아가고(화폐 자본의 순환), W, P로 시작하는 운동도 각각 본래의 W, P의 형태로 되돌아간다(상품자본의 순환, 생산자본의 순환). 자본의 운동은 이 전순환 과정을 통하여 비로소 총체적인 파악이 가능해진다.

## 같이 보기
- 경기순환
- 자선
- 상품물신성
- 마태 효과
- 잉여가치
- 불로소득
- 가치투자
- 사미르 아민

## 참고 문헌
- 이 문서에는 다음커뮤니케이션(현 카카오)에서 GFDL 또는 CC-SA 라이선스로 배포한 글로벌 세계대백과사전의 내용을 기초로 작성된 글이 포함되어 있습니다.